# جام ولپی بهترین بازیگر زن

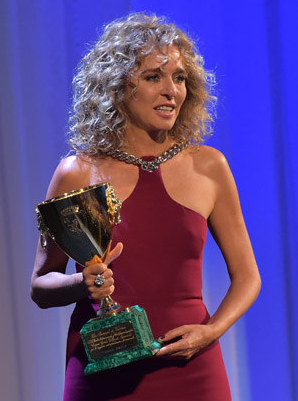
در عکس، والریا گولینو نمایش داده می شود که در سال 2015 به عنوان بهترین بازیگر زن در فیلم amor vostro شناخته شد و مدال طلا دریافت کرد.

جام ولپی بهترین بازیگر زن (به ایتالیایی: Coppa Volpi alla miglior attrice یا Coppa Volpi per la miglior interpretazione femminile) جایزه‌ای است که به بازیگران زن در جشنواره فیلم ونیز اهدا می‌شود. جوایز رسمی بازیگری در جشنواره دوم در سال ۱۹۳۴ عرضه شدند. در ابتدا آنها مدال‌های بزرگ طلایی انجمن ملی فاشیست برای سرگرمی نامیده می‌شدند.
نام ولپی سال بعد عنوان شد و هیچ جایزه‌ای بین سال‌های ۱۹۶۹ و ۱۹۷۹ داده نشد. در نیمه دهه ۱۹۹۰ این جایزه به بهترین بازیگران نقش مکمل زن نیز اهدا شد.
این جام به احترام  کنت جوزپه ولپی دی میزوراتا (Count Giuseppe Volpi di Misurata) بنیانگذار این جشنواره «ولپی» نام گرفته‌است.

## تاریخچه

### ۱۹۳۴ تا ۱۹۶۸
جشنواره برای نخستین بار در ۱۹۳۴ رقابتی شد. جایزه بازیگری به نام مدال طلایی بزرگ انجمن ملی فاشیست برای سرگرمی به خاطر بهترین بازیگر نقش اول زن (به ایتالیایی: Grande medaglia d'oro dell'Associazione Nazionale Fascista dello Spettacolo per la migliore attrice) نامگذاری شد.
پس از ۴ سال وقفه به خاطر جنگ، جشنواره یک بار دیگر در سال ۱۹۴۷ رقابتی شد. جایزه بازیگری بی درنگ پس از جنگ به نام جایزه بین‌المللی برای بهترین بازیگر زن (به ایتالیایی: Premio Internazionale per la migliore attrice) نامگذاری شد.

### ۱۹۸۳ تا کنون
جشنواره دوباره در سال ۱۹۸۰ رقابتی شد اما جوایز بازیگری اهدا شده توسط هیئت ژوری مسابقه تا سال ۱۹۸۳ ابقاء نشد. جوایز دیگر به نام Coppa Volpi (جام ولپی) نبودند اما در حقیقت به عنوان جایزه بهترین بازیگر زن (به ایتالیایی: Premio per la migliore attrice) نامیده می‌شد. در واقع، برندگان جوایز جامی شکل را دریافت نکردند اما در عوض پلاک مستطیلی شکلی را گرفتند.
در سال ۱۹۸۸، برای اولین بار در ۲۰ سال اغلب جوایز مسابقه دوباره بنیان نهاده شدند. جایزه رسمی به نام جام ولپی بهترین بازیگر نقش اول زن (به ایتالیایی: Coppa Volpi per la migliore interpretazione femminile) نام گذاری شد.
جیلو پونته‌کوروو، کارگردان هنری سال ۱۹۹۳ جشنواره تصمیم به دوبرابر کردن جام‌های ولپی گرفت. جوایز جدید از بازی‌های بازیگران زن و مرد در نقش‌های مکمل قدردانی می‌کرد و به‌طور رسمی به نام Coppa Volpi per il migliore attore non protagonista (جام ولپی برای بهترین بازیگر مرد نقش مکمل) و Coppa Volpi per la migliore attrice non protagonista (جام ولپی برای بهترین بازیگر زن نقش مکمل) نامگذاری شد.
دو سال بعد، پونته‌کوروو تصمیم به به خارج کردن چند جایزه مانند شیر نقره‌ای و یکی از جام‌های ولپی گرفت. از آغاز سال ۱۹۹۵، تنها ۳ جایزه بازیگری توسط هیئت داوری اهدا شده‌است: یکی برای بازیگری نقش اصلی مرد، یکی برای بازیگری نقش اصلی زن و آخری برای برای یک بازیگر نقش مکمل زن یا مرد.

## برندگان
بازیگران زیر جام ولپی یا جوایز اصلی بهترین بازیگر زن دیگری را دریافت کرده‌اند:
‡ – نشان می‌دهد که بازیگر نامزد جایزه اسکار نیز شده بود.
† – نشان می‌دهد که بازیگر برندهٔ جایزه اسکار نیز شده بود.
| سال | بازیگر                        | نقش                          | فیلم                    | ملیت بازیگر                    |
| --- | ----------------------------- | ---------------------------- | ----------------------- | ------------------------------ |
| دههٔ ۱۹۳۰ |                               |                              |                         |                                |
| ۱۹۳۲ و ۱۹۳۴ - جوایز اهدایی تحت عنوان «مدال طلایی بزرگِ انجمن ملی فاشیست برای سرگرمی برای بهترین بازیگر زن»              |                               |                              |                         |                                |
| ۱۹۳۲ | هلن هیز (جایزهٔ ویژه)          | Madelon Claudet †            | گناه مادلن کلوده        | ایالات متحدهٔ آمریکا            |
| ۱۹۳۴ | کاترین هپبورن (جایزهٔ ویژه)    | Josephine "Jo" March         | زنان کوچک               | ایالات متحدهٔ آمریکا            |
| ۱۹۳۵–۱۹۴۲ - جوایز اهدایی تحت عنوان «جام ولپی»                                                                          |                               |                              |                         |                                |
| ۱۹۳۵ | پاولا وسلی                    | Valerie Gärtner              | اپیزود                  | اتریش                          |
| ۱۹۳۶ | آنابلا                        | Jeanne de Corlaix            | Standby Weapons         | فرانسه                         |
| ۱۹۳۷ | بتی دیویس                     | Mary Dwight Strauber         | زن بدنام                | ایالات متحدهٔ آمریکا            |
| ۱۹۳۷ | بتی دیویس                     | Louise "Fluff" Phillips      | Kid Galahad             | ایالات متحدهٔ آمریکا            |
| ۱۹۳۸ | نورما شیرر                    | ماری آنتوانت                 | ماری آنتوانت            | ایالات متحدهٔ آمریکا            |
| ۱۹۳۹ | بدون جایزه                    | بدون جایزه                   | بدون جایزه              | بدون جایزه                     |
| دههٔ ۱۹۴۰ |                               |                              |                         |                                |
| ۱۹۴۰ | بدون جایزه                    | بدون جایزه                   | بدون جایزه              | بدون جایزه                     |
| ۱۹۴۱ | Luise Ullrich                 | Annelie Dörensen             | Annelie                 | آلمان                          |
| ۱۹۴۲ | کریستینا زودرباوم             | Anna Jobst                   | The Golden City         | سوئد                           |
| ۱۹۴۷–۱۹۵۰ - جوایز اهدایی تحت عنوان «جایزهٔ بین‌المللی برای بهترین بازیگر زن»                                             |                               |                              |                         |                                |
| ۱۹۴۶ | بدون جایزه                    | بدون جایزه                   | بدون جایزه              | بدون جایزه                     |
| ۱۹۴۷ | آنا مانیانی                   | Angelina Bianchi             | The Honorable Angelina  | ایتالیا                        |
| ۱۹۴۸ | جین سیمونز                    | Ophelia                      | هملت                    | بریتانیا                       |
| ۱۹۴۹ | اولیویا دی هاویلند            | Virginia Stuart Cunningham ‡ | گودال مار               | بریتانیا / ایالات متحدهٔ آمریکا |
| دههٔ ۱۹۵۰ |                               |                              |                         |                                |
| ۱۹۵۰ | النور پارکر                   | Marie Allen ‡                | در زنجیر                | ایالات متحدهٔ آمریکا            |
| ۱۹۵۱–۱۹۶۸ - جوایز اهدایی تحت عنوان «جام ولپی»                                                                          |                               |                              |                         |                                |
| ۱۹۵۱ | ویوین لی                      | Blanche DuBois †             | اتوبوسی به نام هوس      | بریتانیا                       |
| ۱۹۵۲ | اینگرید برگمان                | Irene Girard                 | اروپا ۵۱                | سوئد                           |
| ۱۹۵۳ | لیلی پالمر                    | Abby Edwards                 | The Four Poster Bed     | آلمان                          |
| ۱۹۵۴ | بدون جایزه                    | بدون جایزه                   | بدون جایزه              | بدون جایزه                     |
| ۱۹۵۵ | بدون جایزه                    | بدون جایزه                   | بدون جایزه              | بدون جایزه                     |
| ۱۹۵۶ | ماریا شل                      | Gervaise Macquart Coupeau    | ژروز                    | اتریش                          |
| ۱۹۵۶ | آنا مانیانی (جایزهٔ ویژه)      | Letizia                      | The Awakening           | ایتالیا                        |
| ۱۹۵۷ | Dzidra Ritenberga             | Malva                        | Malva                   | شوروی                          |
| ۱۹۵۷ | اوا ماری سنت (جایزهٔ ویژه)     | Celia Pope                   | یک مشت باران            | ایالات متحدهٔ آمریکا            |
| ۱۹۵۸ | سوفیا لورن                    | Rose Bianco                  | ثعلب سیاه               | ایتالیا                        |
| ۱۹۵۸ | ژن مورو (جایزهٔ ویژه)          | Jeanne Tournier              | عشاق                    | فرانسه                         |
| ۱۹۵۹ | مادلن رابینسون                | Thérèse Marcoux              | Web of Passion          | فرانسه                         |
| ۱۹۵۹ | کارلا گراوینا (جایزهٔ ویژه)    | Esterina                     | Esterina                | ایتالیا                        |
| ۱۹۵۹ | لوتسینا وینیتسکا (جایزهٔ ویژه) | Marta                        | Night Train             | لهستان                         |
| دههٔ ۱۹۶۰ |                               |                              |                         |                                |
| ۱۹۶۰ | شرلی مک‌لین                    | Fran Kubelik ‡               | آپارتمان                | ایالات متحدهٔ آمریکا            |
| ۱۹۶۱ | سوزان فلون                    | Madame Cordier               | Thou Shalt Not Kill     | فرانسه                         |
| ۱۹۶۱ | جرالدین پیج (جایزهٔ ویژه)      | Alma Winemiller ‡            | تابستان و دود           | ایالات متحدهٔ آمریکا            |
| ۱۹۶۲ | امانوئل ریوا                  | Thérèse Desqueyroux          | Thérèse Desqueyroux     | فرانسه                         |
| ۱۹۶۲ | آنا مانیانی (جایزهٔ ویژه)      | Mamma Roma                   | ماما روما               | ایتالیا                        |
| ۱۹۶۳ | دلفین سیریگ                   | Hélène Aughain               | موریل یا هنگام بازگشت   | فرانسه                         |
| ۱۹۶۴ | هاریت آندرشون                 | Louise                       | To Love                 | سوئد                           |
| ۱۹۶۵ | آنی ژیراردو                   | Kay Larsi                    | سه اتاق در منهتن        | فرانسه                         |
| ۱۹۶۶ | Natalya Arinbasarova          | Altynai                      | The First Teacher       | شوروی                          |
| ۱۹۶۷ | شرلی نایت                     | Lulu                         | Dutchman                | ایالات متحدهٔ آمریکا            |
| ۱۹۶۸ | لائورا بتی                    | Emilia                       | قضیه                    | ایتالیا                        |
| دههٔ ۱۹۸۰ |                               |                              |                         |                                |
| ۱۹۸۳–۱۹۸۷ - جوایز اهدایی تحت عنوان «جایزهٔ بهترین بازیگر زن»                                                            |                               |                              |                         |                                |
| ۱۹۸۳ | Darling Légitimus             | M'man-Tine                   | Sugar Cane Alley        | فرانسه                         |
| ۱۹۸۴ | پاسکال اوژیه                  | Louise                       | Full Moon in Paris      | فرانسه                         |
| ۱۹۸۵ | بدون جایزه                    | بدون جایزه                   | بدون جایزه              | بدون جایزه                     |
| ۱۹۸۶ | والریا گولینو                 | Bruna Assecondati            | A Tale of Love          | ایتالیا                        |
| ۱۹۸۷ | Kang Soo-yeon                 | Ok-nyo                       | The Surrogate Woman     | کره جنوبی                      |
| ۱۹۸۸-اکنون- جوایز اهدایی تحت عنوان «جام ولپی برای بهترین بازیگر زن» (همچنین «جام ولپی برای بهترین بازیگر نقش مکمل زن») |                               |                              |                         |                                |
| ۱۹۸۸ | ایزابل هوپر (مشترک)           | Marie-Louise Giraud          | داستان زنان             | فرانسه                         |
| ۱۹۸۸ | شرلی مک‌لین (مشترک)            | Madame Sousatzka             | مادام سوشاتسکا          | ایالات متحدهٔ آمریکا            |
| ۱۹۸۹ | پگی اشکرافت (مشترک)           | Lillian Huckle               | She's Been Away         | بریتانیا                       |
| ۱۹۸۹ | جرالدین جیمز (مشترک)          | Harriet Ambrose              | She's Been Away         | بریتانیا                       |
| دههٔ ۱۹۹۰ |                               |                              |                         |                                |
| ۱۹۹۰ | Gloria Münchmeyer             | Lucrecia                     | The Moon in the Mirror  | شیلی                           |
| ۱۹۹۱ | تیلدا سوئینتن                 | ایزابلای فرانسه              | ادوارد دوم              | اسکاتلند                       |
| ۱۹۹۲ | گونگ لی                       | Qiu Ju                       | داستان کیوجو            | چین                            |
| ۱۹۹۳ | ژولیت بینوش                   | Julie Vignon de Courcy       | سه رنگ: آبی             | فرانسه                         |
| ۱۹۹۳ | آنا بونایووتو (نقش مکمل)      | Mother                       | Where Are You? I'm Here | ایتالیا                        |
| ۱۹۹۴ | ماریا دی میدیروش              | Maria                        | Three Brothers          | پرتغال                         |
| ۱۹۹۴ | ونسا ردگریو (نقش مکمل)        | Irina Shapira                | Little Odessa           | بریتانیا                       |
| ۱۹۹۵ | ایزابل هوپر (مشترک)           | Jeanne                       | مراسم                   | فرانسه                         |
| ۱۹۹۵ | ساندرین بونر (مشترک)          | Sophie                       | مراسم                   | فرانسه                         |
| ۱۹۹۵ | ایزابلا فراری (نقش مکمل)      | Andreina                     | داستان یک جوان فقیر     | ایتالیا                        |
| ۱۹۹۶ | ویکتور تیویزول                | Ponette                      | پونت                    | فرانسه                         |
| ۱۹۹۷ | رابین تونی                    | Marcy                        | Niagara, Niagara        | ایالات متحدهٔ آمریکا            |
| ۱۹۹۸ | کاترین دنو                    | Marianne Malivert            | Place Vendôme           | فرانسه                         |
| ۱۹۹۹ | ناتالی بای                    | Her                          | A Pornographic Affair   | فرانسه                         |
| دههٔ ۲۰۰۰ |                               |                              |                         |                                |
| ۲۰۰۰ | رز بیرن                       | B.G.                         | The Goddess of 1967     | استرالیا                       |
| ۲۰۰۱ | ساندرا چکارلی                 | Maria                        | Light of My Eyes        | ایتالیا                        |
| ۲۰۰۲ | جولیان مور                    | Cathy Whitaker ‡             | دور از بهشت             | ایالات متحدهٔ آمریکا            |
| ۲۰۰۳ | کاتیا ریمان                   | Lena Fischer                 | Rosenstrasse            | آلمان                          |
| ۲۰۰۴ | ایملدا استنتون                | Vera Rose Drake ‡            | ورا دریک                | بریتانیا                       |
| ۲۰۰۵ | جیووانا متزوجیورنو            | Sabina                       | The Beast in the Heart  | ایتالیا                        |
| ۲۰۰۶ | هلن میرن                      | الیزابت دوم †                | ملکه                    | بریتانیا                       |
| ۲۰۰۷ | کیت بلانشت                    | Jude Quinn ‡                 | من آنجا نیستم           | استرالیا                       |
| ۲۰۰۸ | دومینیک بلان                  | Céleste Scriwaneck           | The Other One           | فرانسه                         |
| ۲۰۰۹ | سنیا راپوپورت                 | Sonia                        | The Double Hour         | روسیه                          |
| دههٔ ۲۰۱۰ |                               |                              |                         |                                |
| ۲۰۱۰ | آریان لابد                    | Marina                       | Attenberg               | فرانسه                         |
| ۲۰۱۱ | دینی ایپ                      | Sister Peach                 | A Simple Life           | هنگ کنگ                        |
| ۲۰۱۲ | Hadas Yaron                   | Shira Mendelman              | Fill the Void           | اسرائیل                        |
| ۲۰۱۳ | النا کوتا                     | Samira Calafiore             | Via Castellana Bandiera | ایتالیا                        |
| ۲۰۱۴ | آلبا رورواکر                  | Mina                         | Hungry Hearts           | ایتالیا                        |
| ۲۰۱۵ | والریا گولینو                 | Anna                         | Per amor vostro         | ایتالیا                        |
| ۲۰۱۶ | اما استون                     | Mia Dolan †                  | لا لا لند               | ایالات متحدهٔ آمریکا            |
| ۲۰۱۷ | شارلوت رمپلینگ                | Hannah                       | Hannah                  | بریتانیا                       |
| ۲۰۱۸ | الیویا کلمن                   | ملکه آن                      | سوگلی                   | بریتانیا                       |

## برندگان چندباره
۲ برد
- شرلی مک‌لین – آپارتمان (۱۹۶۰)، مادام سوشاتسکا (۱۹۸۸)
- ایزابل هوپر – داستان زنان (۱۹۸۸)، مراسم (۱۹۹۵)
- والریا گولینو – A Tale of Love‏ (۱۹۸۶)، Per amor vostro ‏(۲۰۱۵)